# Червоний Яр (Нікопольський район)
Червоний Яр — село в Україні, у  Томаківській селищній громаді Нікопольського району Дніпропетровської області. Населення — 145 осіб.

## Географія
Село Червоний Яр розташоване в балці Ряба, по якій протікає пересихаючий струмок з загатами, нижче за течією на відстані 4,5 км розташоване село Новопокровка. Поруч проходить автошлях Р73.

## Історія
Село засноване до 1932 року.
18 серпня 2016 року Чумаківська сільська рада, в ході децентралізації, об'єднана з Томаківською селищною громадою.
17 липня 2020 року, в результаті адміністративно-територіальної реформи та ліквідації Томаківського району, село увійшло до складу Нікопольського району.

## Населення

### Мова
Розподіл населення за рідною мовою за даними перепису 2001 року:
| Мова       | Кількість | Відсоток |
| ---------- | --------- | -------- |
| українська | 140       | 96.55%   |
| російська  | 5         | 3.45%    |
| Усього     | 145       | 100%     |